# Église Saint-Nicolas de Beaujeu
L'église Saint-Nicolas est une église catholique située à Beaujeu, en France dans le département français du Rhône. Les bras du transept, la croisée avec le clocher qui la surmonte et la travée contiguë du chœur sont classés au titre des monuments historiques en 1909. La totalité de l'église et des parcelles sur lesquelles elle se trouve, à l'exception des éléments déjà classés, est inscrite au titre des monuments historiques le 23 juin 2020.

## Historique
L’église a été construite au début du XIIe siècle par Guichard II de Beaujeu. Selon la légende, elle a été fondée à l'emplacement d'un étang à l'endroit où son fils se serait noyé. Elle a été consacrée par le pape Innocent II en 1129 accompagné d'évêques et de l'abbé de Cluny Pierre le Vénérable. Cette présence du pape s'explique par le fait que celui-ci était contesté par l'antipape Anaclet II et Innocent II était venu chercher la protection de Louis VI le Gros et le soutien de Bernard de Clairvaux. 
Auparavant l’église paroissiale était Saint-Martin des Etoux, qui devint dépendante de Saint-Nicolas.

## Description de l'église
Cette église a été construite en roches éruptives, et son architecture est influencée par le style clunisien. On y retrouve une nef couverte d'une charpente, une abside semi-circulaire, et deux absidioles, toutes les trois voûtées en cul-de-four, et des chapelles latérales qui datent du XVe siècle et XVIe siècle. Dans l'église se trouve également un enfeu et un curieux personnage accroupi sur l'un des pilastres de l'abside. 
La chaire de 1809 ainsi que quatre chandeliers et une croix d'autel du XVIIIe siècle situés dans la chapelle Saint-Louis-de-Gonzague sont classés dans la base Palissy.

### Les vitraux

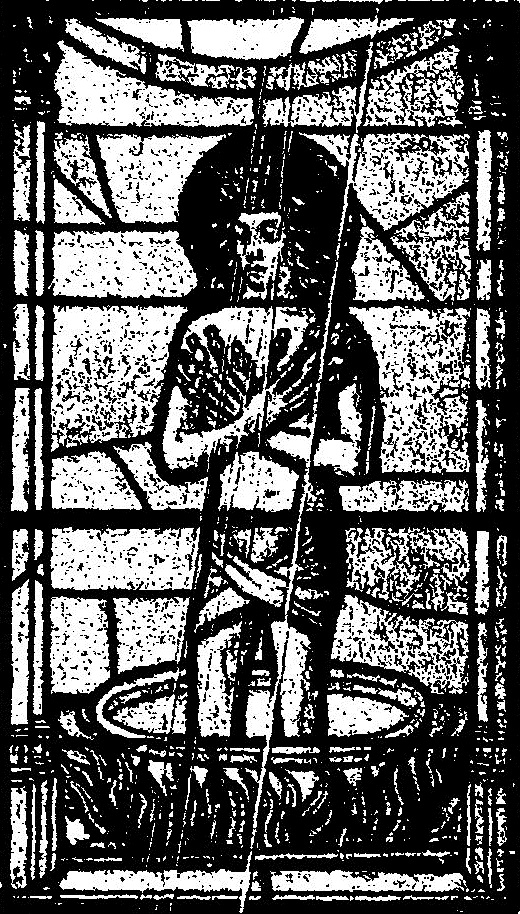
Vitrail de saint Crépinien

Dans la chapelle Saint-Antoine, saint Antoine de Padoue est représenté sur la partie droite du vitrail, au centre l'évêque de Naples saint Alphonse de Liguori, et à gauche, saint Benoit de Nursie.
Dans la chapelle Saint=Louis de Gonzague située au sud, le personnage à droite représente saint Jean Baptiste, celui au centre, saint Michel archange terrassant le démon et celui de gauche, saint Nicolas le patron de la paroisse qui ressuscite les enfants sortant d'un saloir. 
Dans la chapelle des fonts baptismaux située au nord, les vitraux datent de la fin du XVe siècle. Ils représentent le martyre de saint Crépinien et de saint Crépin, patrons des tanneurs. Au centre du vitrail, on voit une « Mater dolorosa » au pied de la Croix.

### Les peintures murales
Des peintures murales allant du XIIIe siècle et du XIXe siècle ornent les murs.
Dans le cul-de-four de l'abside, se trouvent des peintures néo-romanes de 1880 commandées par l'abbé Seignerin et réalisées par Zaccheo. Lors de leur rénovation en 1985, des peintures estimées du XVIIe siècle représentant une tête d'ange enluminée ont été découvertes mais le parti pris a été de garder les peintures néo-romanes pour s'accorder avec les trois autels eux aussi de style néo-roman.
Dans le croisillon nord du transept, ce sont des peintures du XIIIe siècle et du XIVe siècle qui ont été découvertes. L'interprétation n'est pas certaine, il pourrait s'agir de la représentation de la légende de la fondation de l'église, ou de saint Michel avec une lance, ou bien de l'illustration du passage de la scène du martyre et des sages de l’Évangile selon saint Matthieu.
La coupole représente un décor en trompe-l’œil de style néo-gothique flamboyant mis à jour également lors des travaux de rénovation. Il date de 1840-1860.
| Image externe |          |
|               | Coupole. |

| Image externe |                         |
|               | Abside et maître-autel. |

### Les tableaux
Plusieurs tableaux sont classés. Dans la nef, on peut observer une paire de tableaux, l'un représentant les pèlerins d'Emmaüs et l'autre la Décollation de saint Jean-Baptiste, ainsi qu'un tableau représentant la Pentecôte . Dans la chapelle Saint Antoine, on peut observer un tableau de Saint François de Paule , dans la chapelle Saint-Louis-de-Gonzague, saint Louis de Gonzague .

### Les statues
Plusieurs saints sont représentés par des statues classées dans la base Palissy : à l'entrée de la chapelle Sainte-Anne, saint Éloi  et dans la chapelle Sainte-Anne, saint Pierre. Dans la chapelle Saint-Antoine, on retrouve Saint Jean-Baptiste ou Saint Roch et saint Antoine avec son cochon . Une statue de Christ en croix  se trouve dans la nef.

### L'orgue
L'orgue de style romantique-symphonique a été construit par la maison Merklin Kuhn de Lyon dans les années 1920. Il fut offert par deux familles beaujolaises à l'occasion du 8e centenaire de la consécration de l'église Saint-Nicolas de Beaujeu en 1932. Initialement placé dans une chapelle latérale, l'orgue a été entièrement restauré et fut installé sur une tribune construite en 2002. 
| Image externe |        |
|               | Orgue. |